# Цаугг, Адриан

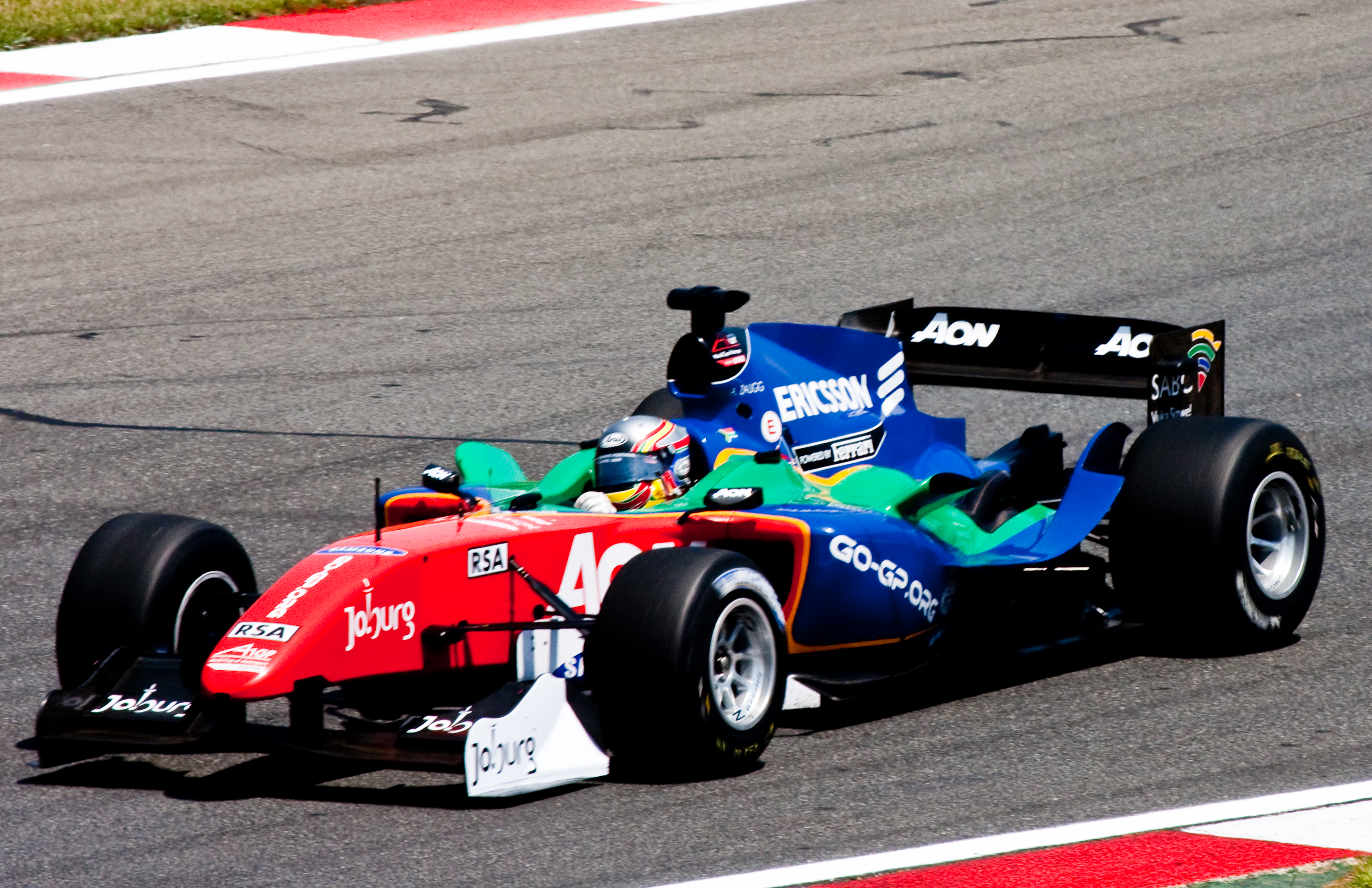
Цаугг за рулём Ferrari команды ЮАР на этапе A1 Grand Prix. 2009 год.

Адриан Цаугг (нем. Adrian Zaugg; родился 4 ноября 1986 года в Сингапуре) — южноафриканский автогонщик.

## Спортивная карьера
Адриан впервые попробовал себя в картинге в 2000 году. Четыре года в подобных соревнованиях приносят серию локальных побед и достаточную уверенность в своих силах, чтобы убедить спонсоров вложить деньги в его карьеру в формульном автоспорте.
Для дебюта выбрана немецкая Формула-БМВ: Цаугг с первых гонок периодически оказывается в группе лидеров по скорости, но недостаточная стабильность результатов не позволяет ему занять в личном зачёте место выше седьмого. Тем не менее менеджмент считает подобный опыт достаточным и в 2005 году переводит южноафриканца в первенства двухлитровой Формулы-Рено. Здесь Цаугг задерживается на два года, постепенно не только борясь с лидерами пелотона, но и выигрывая гонки. Наиболее стабильно удаётся провести сезон-2006 в итальянском чемпионате, когда Адриан становится вице-чемпионом с шестью победами в пятнадцати гонках. В этом же году ему удаётся провести несколько гонок в Формуле-Рено 3.5: Цаугг выигрывает уже свою вторую квалификацию в рамках серии, а позже реализует поул в двойной подиум.
В 2007 году южноафриканец при поддержке Red Bull проводит сезон в GP2, но слишком часто попадая в аварии он набирает за сезон лишь десять очков, а накануне финального этапа команда и вовсе расторгает с ним контракт. 2008 год проходит без участия в регулярных сериях, но в 2009 Адриан возвращается к активным выступлениям, переходя в Формулу-Рено 3.5. Денег хватает на полгода выступлений, за которые он достаточно стабильно финиширует в очковой зоне и даже единожды оказывается на подиумной позиции. Зимой этого же года, изыскав дополнительные спонсорские ресурсы, Адриан участвует сначала в азиатском, а затем в основном первенстве GP2. Предоставленная техника позволяет ему бороться лишь за периодические попадания в очковую зону.
в 2011-12 годах южноафриканец постепенно завершает свою карьеру в формульном автоспорте, с трудом находя деньги на редкие старты. В эти же сроки он пытается найти себя в кузовных гонках, проведя несколько этапов монокубка Lamborghini.
Помимо регулярной карьеры, в 2006-09 годах Адриан привлекался в национальную команду ЮАР в серии A1 Grand Prix. При поддержке DAMS Цаугг скоро делает южноафриканскую сборную одним из лидеров пелотона, стабильно принося ей поулы и победы. В сезоне-2007/08 он в одиночку выводит свою страну на пятое место в зачёте наций. Через год, впрочем, в серии происходит смена технического регламента, к которой франко-африканский союз столь же удачно приспособиться не смог, а на исправление положения времени уже не нашлось — в конце 2009 года чемпионат из-за внутренних проблем был закрыт.

## Статистика результатов в моторных видах спорта

### Сводная таблица
| 2004    | Формула-BMW ADAC                       | Josef Kaufmann Racing | 20 | 0 | 0 | 0 | 55  | 7-й  |
| 2005    | Итальянская Формула-Рено 2.0           | Jenzer Motorsport     | 15 | 0 | 0 | 0 | 162 | 5-й  |
| 2005    | Еврокубок Формулы-Рено 2.0             | Jenzer Motorsport     | 16 | 1 | 1 | 1 | 57  | 6-й  |
| 2006    | Итальянская Формула-Рено 2.0           | Cram Competition      | 15 | 4 | 6 | 6 | 342 | 2-й  |
| 2006    | Еврокубок Формулы-Рено 2.0             | Cram Competition      | 6  | 0 | 1 | 0 | 14  | 16-й |
| 2006    | Формула-Рено 3.5                       | Carlin Motorsport     | 6  | 1 | 0 | 0 | 33  | 13-й |
| 2006-07 | A1 Grand Prix                          | ЮАР                   | 12 | 1 | 2 | 1 | 24  | 14-й |
| 2007    | GP2                                    | Arden International   | 19 | 0 | 0 | 0 | 10  | 18-й |
| 2007-08 | A1 Grand Prix                          | ЮАР                   | 20 | 4 | 2 | 2 | 96  | 5-й  |
| 2008-09 | A1 Grand Prix                          | ЮАР                   | 12 | 0 | 0 | 0 | 19  | 14-й |
| 2009    | Формула-Рено 3.5                       | Interwetten.com       | 11 | 0 | 0 | 0 | 27  | 14-й |
| 2009-10 | GP2 Asia                               | Trident Racing        | 2  | 0 | 0 | 0 | 1   | 19-й |
| 2010    | GP2                                    | Trident Racing        | 19 | 0 | 0 | 0 | 9   | 18-й |
| 2010    | Auto GP                                | Trident Racing        | 2  | 0 | 0 | 0 | 6   | 15-й |
| 2011    | Auto GP                                | Super Nova Racing     | 2  | 0 | 1 | 0 | 3   | 19-й |
| 2012    | Супертрофей Lamborghini (класс Pro-Am) | Bonaldi Motorsport    | 9  | 1 | 0 | 1 | 67  | 4-й  |